# Jazovac
Jazovac (szerbül: Јазовац), falu Gradiška községben, Bosznia-Hercegovinában, Bosanska krajina területén, a Szerb Köztársaságban. 

## Fekvése
Bosznia-Hercegovina északi részén, Banja Lukától légvonalban 27, közúton 42 km-re északra, községközpontjától légvonalban 14, közúton 25 km-re délnyugatra, 130-200 méteres magasságban, a Jurkovica bal oldali mellékvize, a Jazovac-patak mentén található dombvidéken fekszik. Keleti határán áthalad a Gradiškát Banja Lukával összekötő autópálya.

## Népessége
| Nemzetiségi csoport | Népesség 1991 | Népesség 2013 |
| ------------------- | ------------- | ------------- |
| Szerb               | 207           | 122           |
| Bosnyák             | 0             | 0             |
| Horvát              | 2             | 0             |
| Jugoszláv           | 5             | 0             |
| Egyéb               | 11            | 5             |
| Összesen            | 225           | 127           |

## Története
A település területe 1878-ig tartozott az Oszmán Birodalomhoz, ekkor a berlini kongresszus határozata alapján az Osztrák-Magyar Monarchia része lett. 1879-ben az első osztrák-magyar népszámlálás során a Berbir községhez tartozó településnek 38 háztartása és 215 ortodox szerb lakosa volt. 1910-ben a Bosanska Gradiškai járáshoz és Mašići községhez tartozó településen 55 háztartást, 353 ortodox szerb és 25 római katolikus lakost találtak.
A monarchia szétesésével 1918-ban előbb a Szerb-Horvát-Szlovén Királyság, majd 1929-től a Jugoszláv Királyság része. Jugoszlávia megszállása után a település a Független Horvát Állam (NDH) része lett. A falu 1945-től a szocialista Jugoszlávia része volt. A boszniai háború idején a település a Boszniai Szerb Köztársaság része volt. A daytoni békeszerződést követő területfelosztásnál a település Bosanska Gradiška község részeként a Szerb Köztársaság területéhez került.